# WOWOWシナリオ大賞
『WOWOWシナリオ大賞』（ワウワウシナリオたいしょう）はWOWOWが主として自社のテレビドラマで活躍するシナリオ作家を募集・育成するために設立した公募である。なお、本項においては2018年から2年間だけ設けられた「WOWOW新人シナリオ大賞」の受賞および受賞作品も掲載する。

## 概要
2007年3月創設。原則として大賞作品には賞金500万円、優秀賞には賞金100万円が贈呈された。応募資格はプロ・アマを問わず、共同脚本も可能であった。応募期間は基本的には3月中旬告知・9月下旬締切で、翌年3月発表であったが、その年によって告知および発表時期は異なっていた。2018年に創設された「WOWOW新人シナリオ大賞」も含め、大賞受賞作品は同年度中にテレビドラマ化されていたが、公式サイトにおいて「WOWOWシナリオ大賞」（2016年度を以って終了）および「WOWOW新人シナリオ大賞」の公募および受賞を終了することが発表された。

## 受賞者・受賞作品一覧
| 年   | 回 | 応募総数 | 大賞                                      | 優秀賞 | その後の活躍 |
| ---- | -- | -------- | ----------------------------------------- | --- | --- |
| 2007 | 1  | 582      | 杉山嘉一 「Go Ape」                       | 田黒睦 「あの頃、柔道（やわら）して」 鴻池康久 「サラブレッド」                                                             | 杉山嘉一 「名探偵コナン 工藤新一への挑戦状」（2011年)、「Diner ダイナー」（映画・2019年） |
| 2008 | 2  | 471      | 三好晶子 「蛇のひと」                     | 坂口理子 「フロイデ! 〜歓喜の歌でサヨナラを〜」 島悠子 「婆娑羅（ばさら）」 村川愛 「燃やして灰にして箱に入れて鍵をかけて」 | 坂口理子 「連続テレビ小説 マッサン」（脚本協力・2011年）、「かぐや姫の物語」（アニメ映画・2013年 ※高畑勲との共同脚本）、「メアリと魔女の花」（アニメ映画・2017年 ※米林宏昌との共同脚本）、「フォルトゥナの瞳」（映画・2019年） |
| 2009 | 3  | 730      | 福島俊朗 「仄かに薫る桜の影で」           | 吉田真童 「第2教室」 工藤裕子 「誕生日には、薔薇の花を」                                                                    | |
| 2010 | 4  | 587      | 福島カツシゲ 「エンドロール〜伝説の父〜」 | 澤美奈 「オーバーホール」 多和田久美 「猫を探しています」                                                                   | |
| 2011 | 5  | 591      | （該当作品なし）                          | 伊勢尚子 「ハートに火をつけろ」 中西隆裕 「父さんはムーンフェイス」 播磨弘規 「プラタナスの枯葉」                           | |
| 2012 | 6  | 492      | 香坂隆史 「愛の告発」                     | 井上志津 「帰郷」 水野知佐子 「未亡人の背中」                                                                               | 香坂隆史 「オトナの土ドラ 火の粉」（2016年）、「サイン-法医学者 柚木貴志の事件簿-」（2019年） |
| 2013 | 7  | 544      | 栄弥生 「十月十日の進化論」               | 森戸恭子 「レフェリー!」 柳田隆行・三村路子 「ブサメン帝国、応答アリ」                                                      | |
| 2014 | 8  | 482      | 川崎クニハル 「双葉荘」                   | 大谷洋介 「タクハイ・ドライバー」 ネオ・ポフスキー 「駱駝色の女」 掘脇れいく 「姐さん」                                     | 大谷洋介 「白鳥麗子でございます」（2016年） |
| 2015 | 9  | 424      | 小山ゴロ 「稲垣家の喪主」                 | さいこりえ・山口智 「50才で、カフェ始めました」 牧圭一 「刑務所の土」 藪野ゆうき 「mind dive」                              | |
| 2016 | 10 | 455      | 舘澤史岳 「食い逃げキラー」               | 新井まさみ 「洛中洛外ソロウェディング」 高島麻利央 「のぼる」                                                               | |

## 選考委員
※ 太字は選考委員長
第1回
- 崔洋一（映画監督）、吉田紀子（脚本家）、野村正昭（映画評論家）、高見澤尚樹（WOWOW制作局長）、青木竹彦（WOWOWプロデューサー）

第2回 - 第5回
- 崔洋一、奥寺佐渡子（脚本家）、椋樹弘尚（プロデューサー）、野村正昭、峯崎順朗（WOWOW制作局長）

第6回
- 崔洋一、奥寺佐渡子、椋樹弘尚、野村正昭、大村英治（WOWOWドラマ制作部長）

第7回 - 第9回
- 崔洋一、大石哲也（脚本家）、渡辺千穂（脚本家）、野村正昭、青木泰憲（WOWOWドラマ制作部長）

第10回
- 崔洋一、大石哲也、渡辺千穂、野村正昭、井上衛（WOWOWドラマ制作部長）

## WOWOW新人シナリオ大賞
2018年創設。原則として大賞作品および優秀賞の賞金はWOWOWシナリオ大賞と同額。応募資格（第1回の場合）は、プロのシナリオ作家を目指す人であること、2018年3月31日時点で40歳以下であること、そして受賞後にドラマの開発に参加できることであった。選考委員は第1回・第2回ともに脚本家の羽原大介が務めた。

### 受賞者・受賞作品一覧
| 年   | 回 | 応募総数 | 大賞                                | 優秀賞                                                               | その後の活躍 |
| ---- | -- | -------- | ----------------------------------- | -------------------------------------------------------------------- | ------------ |
| 2018 | 1  | 399      | 圓岡由紀恵 「赤いトマト」           |                                                                      |              |
| 2019 | 2  | 413      | 光益義幸 「父と息子の地下アイドル」 | 三田俊之 「ヤッホー!」 藤田委輔 「選択のとき」 弓削勇 「息を籠める」 |              |

### 選考委員
第1回・第2回
- 羽原大介（脚本家）